# 裸体婦人像
『裸体婦人像』（らたいふじんぞう、裸體婦人像、英: Female Nude Figure）は、日本の洋画家黒田清輝が1901年（明治34年）に描いた絵画。裸体画。1901年（明治34年）の秋に開催された白馬会第6回展に出展され、初めて警察が展覧会において裸体画の取り締まりを行った「腰巻き事件」を引き起こした。カンヴァスに油彩。縦116.2センチメートル、横89.0センチメートル。『裸体婦人』（裸體婦人、英: Female Nude）『西洋婦人像』（英: Figure of Western woman）『西洋婦人図』とも。新聞報道では『裸美人』とも呼ばれる。東京都の静嘉堂文庫美術館に所蔵されている。

## 由来

黒田清輝『智・感・情』、1897年 - 1899年、東京国立博物館所蔵

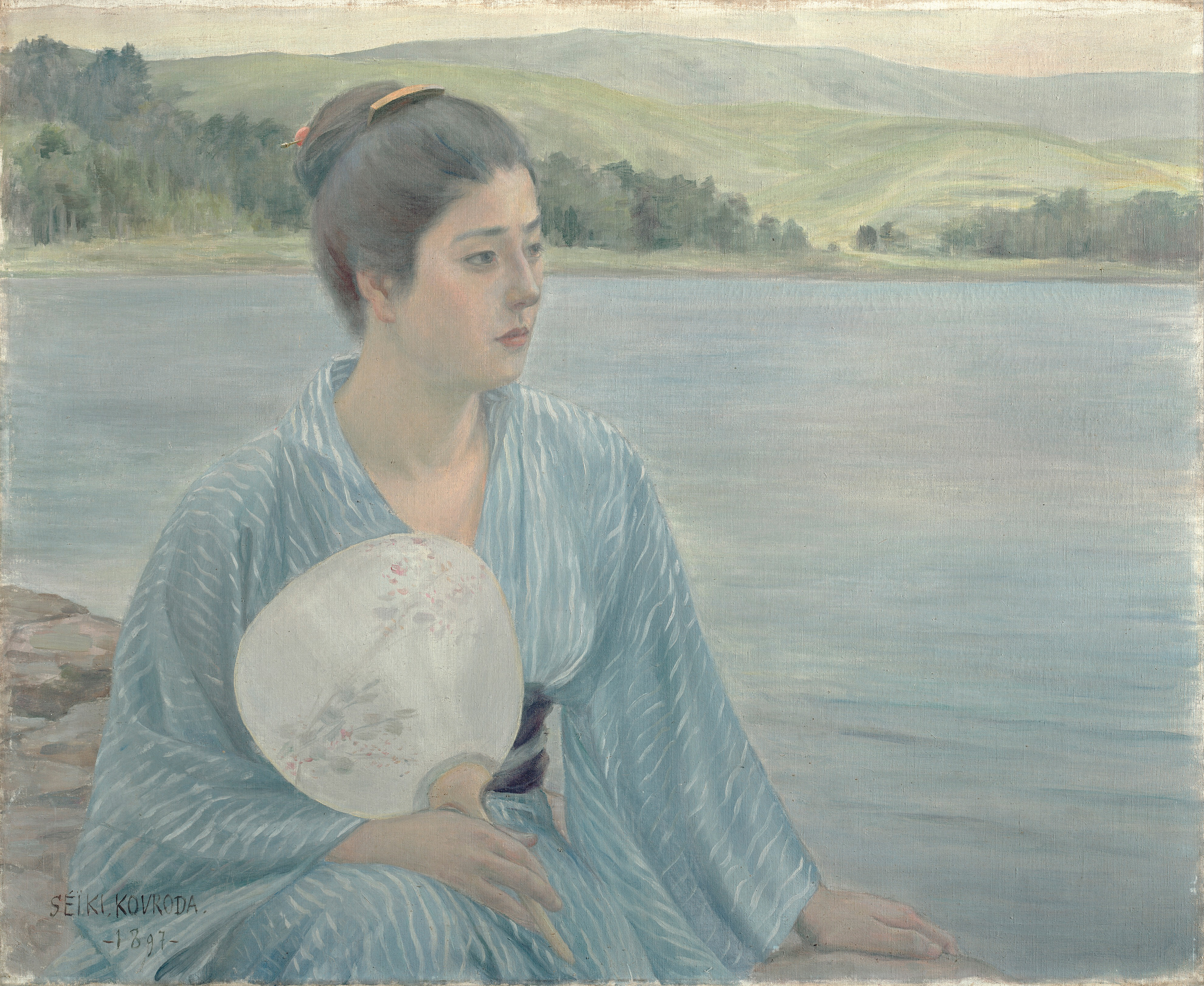
黒田清輝『湖畔』、1897年、東京国立博物館所蔵

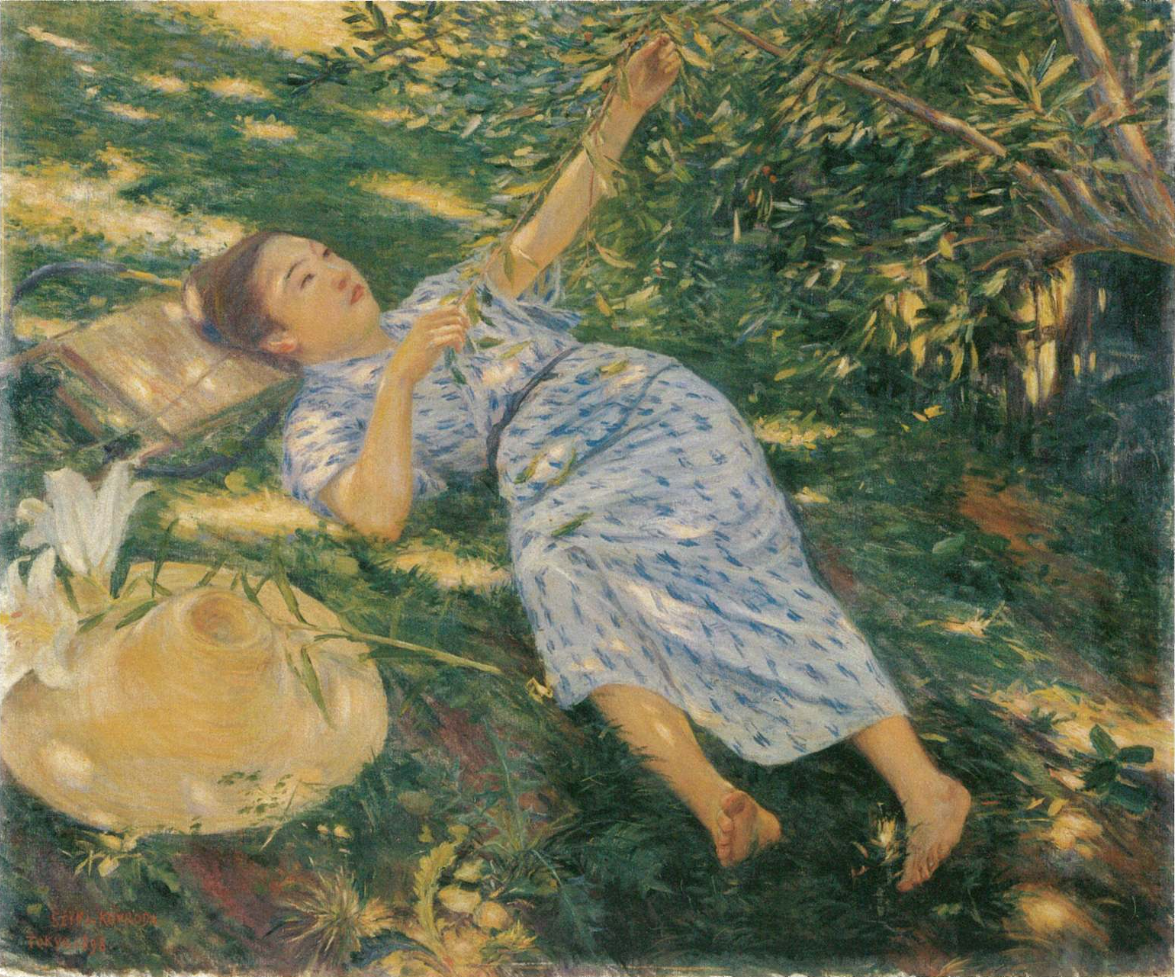
黒田清輝『木かげ』、1898年、ウッドワン美術館所蔵

1896年（明治29年）に東京美術学校に西洋画科が創設され、黒田はその指導教官に起用された。日本の洋画壇をリードする立場にあった黒田が、日本社会に西洋美術を根づかせるために手始めに行ったのが、裸婦画を製作し展覧会に出展することであった。
1899年（明治32年）に、開催を翌年に控えたパリ万国博覧会の日本出品の鑑査官に任命された黒田は同博覧会の開催に際し、1900年（明治33年）3月31日、文部省から絵画の教授方法の研究および美術に関する制度の調査を目的とした、1年間のフランス留学の命令を受けた。黒田は同年5月25日にフランスに向けて東京を出発し、同年7月6日にパリに到着した。日本の美術作品が海外での万国博覧会の美術部門で展示されたのは、このパリ万国博覧会が初めてであった。
同博覧会に出展された黒田の『湖畔』（湖辺、1897年、東京国立博物館所蔵）『智・感・情』（1897年 - 1899年、東京国立博物館所蔵）『寂寞』『木かげ』（樹陰、1898年、ウッドワン美術館所蔵）および『秋郊』は、日本の洋画の中では高い評価を受け、そのうち『智・感・情』には銀賞が授与された。黒田は博覧会出品作の整理および説明のほか、留学の目的である美術に関する調査や研究などで多忙な生活を送る傍ら、パリのフルノー街（Rue des Fourneaux、現在のファルギエール街）の9番地にアトリエを借りて彫刻家の佐野昭とともに居住し、油彩画やパステル画の製作に取り組んだ。
1901年（明治34年）1月になると、アトリエにモデルを招聘し、『裸体婦人像』のほか、
薄い黄色の衣服を身につけた金髪の女性の半身像を描いた『仏国婦人像』（佛國婦人像）など数点の婦人画を製作した。本画『裸体婦人像』は、同年1月から2月ごろに製作された。黒田は同年4月6日に日本に向けてパリを出発し、同年5月15日に日本に到着した。
その年の10月17日から11月13日にかけて、東京の上野公園にある竹の台陳列館において開催された第6回白馬会展に、黒田は『裸体婦人像』『仏国婦人像』および『西洋婦人像』計3作品を出展した。この展覧会で後述する「腰巻き事件」が発生する。
このできごとの後、本画は岩﨑家によって買い上げられた。和田英作編『黒田清輝作品全集』（審美書院）が刊行された1925年（大正14年）時点および美術史家の隈元謙次郎の論文「黒田清輝の中期の業績と作品に就て」が発表された1941年（昭和16年）時点における本画の所蔵者は、岩崎小弥太となっている。イギリスの建築家ジョサイア・コンドルが設計し、1908年（明治41年）に完成された岩﨑家高輪別邸（現在の開東閣）のビリヤード・ルームの奥に飾られていたこともある。

## 作品
身体に衣類を身につけていない1人の婦人が、室内でクマの毛皮の上に座っている様子が描かれている。婦人は、左脚を曲げている一方で、右脚は少し伸ばしながらくつろいでいる。上体は正面を向いているが、顔は少しうつむいている。顔や身体の色つやは良好である。毛皮は黒色をしている。
婦人は、明るい色調で塗られている。白人であり、豊満な身体つきをしている。髪はブロンドであり、輝いている。1901年（明治34年）10月24日付けの東京朝日新聞には、肩から腕にかけての部分が他の部分と比較して華奢である、との評価が掲載されている。
背景の布に施された大きな葉をもつ水草の模様は、当時ヨーロッパで流行していたアール・ヌーヴォー風にデザインされている。布の地色は赤紫色である。画面の最右上部に “SEIKI-KOVRODA PARIS-1901” との署名および年記が入っている。
蔵屋は、婦人の尻や足にふさふさとしたクマの毛皮が接触する様子が、鑑賞者の触覚を刺激し、快感を呼び起こす仕掛けになっているとみることもできるとしている。黒田は、最も描くのが難しく、最も上手いか下手かがわかるのが腰のあたりの関節の部分であり、その重要な部分に力を注いだつもりであるとの旨を述べている。1901年（明治34年）11月13日付けの時事新報によると、『裸体婦人像』の製作にあたっては3人のモデルを11週間にわたって雇用し、それぞれの好ましい部分である身体、顔、頭髪を選び、それらを組み合わせて1人の人物像として完成させたと黒田は語ったとされる。

## 比較

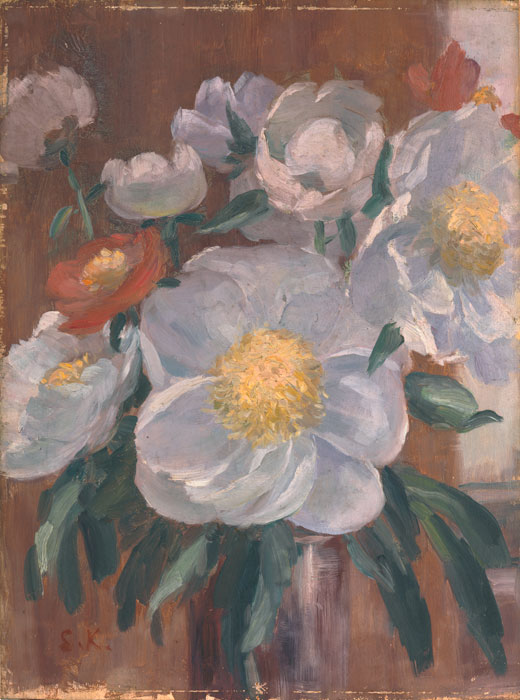
黒田清輝『芍薬』、1904年、東京国立博物館所蔵

黒田は、1890年代には青色や青緑色といった寒色系の顔料を多く使用したが、1900年以降は暖色系の顔料を多く使用するようになった。美術史研究者の山梨絵美子は、灰色がかった白色、ピンク色、緑色などの色調をもつ本画の背景は、黒田が1904年（明治37年）に製作した油彩画『芍薬』（東京国立博物館所蔵）と色づかいが共通していることを指摘している。
本画の背景は、奥行きをもたせることなく平面的に仕上げられている。美術研究者の三輪英夫は、こうした作風は、黒田が1899年（明治32年）に製作した油彩画『少女・雪子十一歳』（東京国立博物館所蔵）と類似していることを指摘している。

## 評価
コランは、日本人の女性をモデルに起用した油彩による初めての裸体画『智・感・情』に対して厳しい評価を行う一方で、『裸体婦人像』については高く評価している。洋画家の小林萬吾によると、コランが『裸体婦人像』を見て、次のように述べたという。「まづい畫」は『智・感・情』を指している。
これ程の立派な腕を持ち乍ら、先年は又どうしてあんなまづい畫をえがいたんだらう。日本にあると、腕が堕ちるものと見える—ラファエル・コラン、三浦篤『移り棲む美術』、名古屋大学出版会、2021年
洋画家の石井柏亭によると、『智・感・情』がパリ万国博覧会に出展された際にコランは「黒田は日本へ帰ってまづくなった」と述べたという。黒田自身も、1901年（明治34年）10月25日付けの報知新聞において、『裸体婦人像』を1900年（明治33年）に見たラファエル・コランは高く評価し、「なぜこの作品をパリ万国博覧会に出展しなかったのか」と彼に言ったとの旨を語っている。

## 腰巻き事件

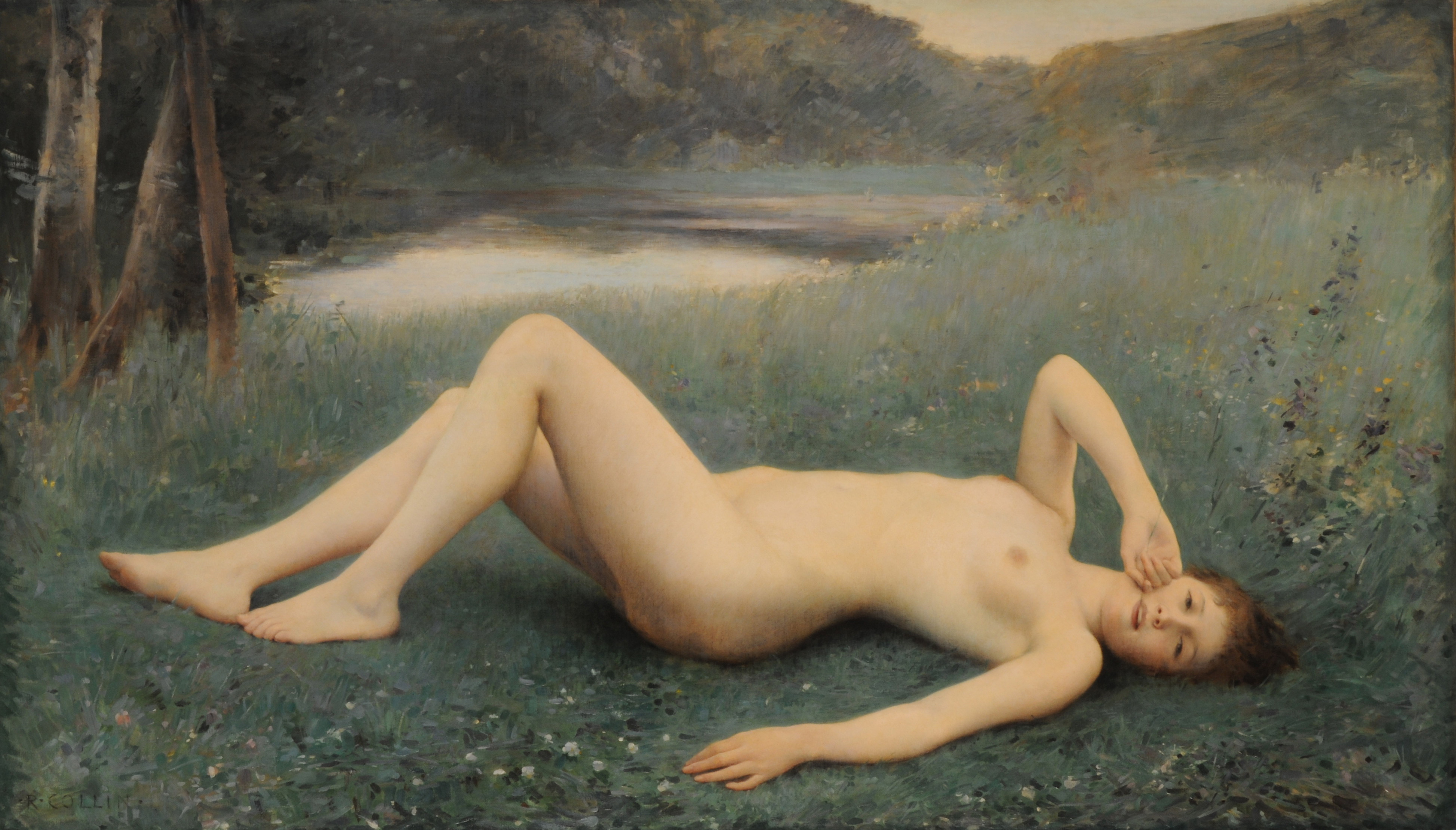
コラン『花月』、1886年、アラス美術館所蔵

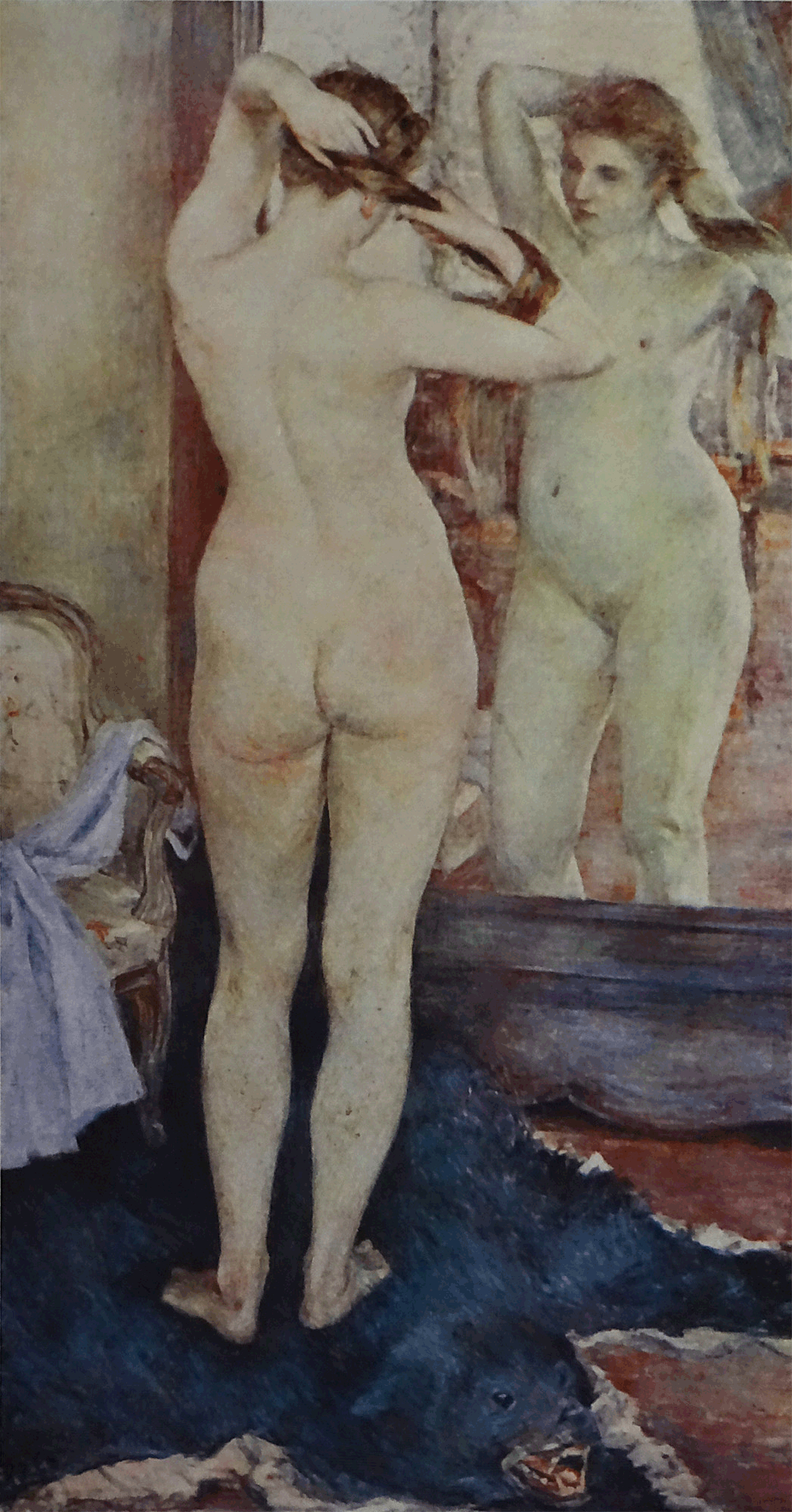
黒田清輝『朝妝』、1892年 - 1893年

腰巻き事件（腰巻事件、こしまきじけん、英: undergarment incident）は、1901年（明治34年）の白馬会第6回展で、警察の取り締まりによって『裸体婦人像』などの裸像の下半身を布で覆い隠すことになったできごとである。英語文献では “loincloth incident” あるいは “knickers incident” とも表記される。

### 事件発生まで
黒田は1896年（明治29年）6月、久米桂一郎らとともに自由平等を掲げる美術団体、白馬会を結成する。白馬会の第1回展には裸婦像を描いた作品は出展されていないが、1897年（明治30年）に開催された第2回展に出展された作品のうち、黒田の『智・感・情』と白滝幾之助の『化粧』が裸婦画であった。以降の白馬会展では、裸婦画がほぼ毎回出展されている。
1897年（明治30年）の白馬会第2回展に『智・感・情』が出展された際、新聞紙上では論争が展開されたが、展示をめぐっては大きな問題は発生していない。このことについて美術史研究者の植野健造は、当時の日本社会では、およそ3年後に控えたパリ万国博覧会に対する関心が高まっていたためとしている。清水 (2016) は、こうした状況を考慮した警察が展示会での取り締まりを緩和し、その代わりに出版の取り締まりを強めていた可能性を指摘している。
同年5月、内務省の当局者によって裸体画問題についての内訓が発せられた。この内訓は、風紀を乱すおそれのある作品を公開展示することを禁止したものであったとされる。1898年（明治31年）4月から5月にかけて、『智・感・情』の複製図版を掲載した『美術評論』第2号など、裸体画が掲載された新聞や雑誌十数紙誌に対して出版差し止めの処分が下された。同年5月には、ラファエル・コランの『フロレアル』（仏: Floréal、「花月」の意、1886年、アラス美術館所蔵）と黒田の『朝妝』（1893年）を掲載した『新著月刊』が新聞紙条例違反で告発され、販売停止処分が下された
。
政治的集会および結社、言論活動などを取り締まるために制定され、1900年（明治33年）3月に施行された治安警察法の第16条は次のように定めており、公共の場で展示された絵画なども、風紀を乱すおそれがあると認められる場合には警察が取り締まることができるようになった。清水 (2016) は、このことが腰巻き事件が発生する背景にあったとした上で、一般の人々が来場できる白馬会展で全裸の婦人像を描いた作品を展示することは、この法律に抵触していた可能性を指摘している。
街頭其ノ他公衆ノ自由ニ交通スルコトヲ得ル場所ニ於テ文書、図画、詩歌ノ掲示、頒布、朗読若ハ放吟又ハ言語形容其ノ他ノ作為ヲ為シ其ノ状況安寧秩序ヲ紊シ若ハ風俗ヲ害スルノ虞アリト認ムルトキハ警察官ニ於テ禁止ヲ命スルコトヲ得—治安警察法第16条、1900年3月

### 事件発生
1901年（明治34年）10月17日に第6回白馬会展が開幕し、翌18日に出展作品の陳列作業が完了した。同日午後1時半ごろ、当時の下谷警察署署長の吉永が立ち入り検査のために会場に来場し、出展作品にひととおり目を通し、裸体美術に関するもののうち風俗の上で支障があってかつ来場者の情欲を挑発するおそれがあるものは、局部を露出しないよう注意を促した。
すると白馬会はすぐに海老茶色をしたシュミーズ状の布で裸体像の腰から下を覆い、局部を隠す処置をとった。黒田の『裸体婦人像』のほかに、湯浅一郎の『画室』（1901年 - 1903年）や黒田が所有していたコラン『オデオン座天井画下絵』（1889年 - 1900年ごろ、鹿児島市立美術館所蔵）、黒田が借り入れていたギリシャの神をかたどった彫像に布が施された。
この処置は、西洋美術を日本に普及させるために芸術としての裸体像を一般の人々に鑑賞してもらうことを強く希望する黒田と、裸像を露出させることは公序良俗に反するために撤去するか、美術の専門家を対象とした特別室での展示を行うことを要求した警察が対立した結果、妥協案として採用されたものであった。歌人の与謝野鉄幹は政府の芸術に対する理解のなさに憤慨し、小説家の森鷗外は皮肉を述べた。
同月20日付けの都新聞には、『裸体婦人像』の額縁に布を結び付けただけであったために局部以外の部分も隠れてしまい、作品の表現意図が理解しにくくなっていたとの旨の記事が載った。布をめくって隠された部分を見ようとする来場者が続出したため、同月24日になると、板囲いを『裸体婦人像』などの裸体画作品の下部に設置するという措置が講じられた。
同月25日付けの毎日新聞は、「裸体が風紀を乱すというのであれば、なぜ警察は裸体画の展示自体を禁止しないのか。局部を布で覆わせた措置は愚かしい行為と言うしかない」との旨の記事を発表した。他の新聞も、多くは警察の芸術に対する理解のなさを慨嘆する記事を掲載した。同月28日付けの中央新聞には、白馬会展では入場料が徴収されていたことから、展覧会ではなく興行物と判断されて取り締まりが実施されたとの見方が掲載されている。
同月31日付けの中央新聞の記事によると、『裸体婦人像』のところに群がっていた来場者は、この裸婦像が情欲を促すかどうかといった議論を行い、ステッキを伸ばしたり板囲いを越えて中に入ったりして布を引き下ろして見ようとするため、午前中には胸より下が布で覆われている場合でも日没の頃には布が緩んで局部が見える寸前のところまでずり落ちたこともあったという。
同年11月8日付けの読売新聞には、「一般人の中で、画家のような高尚な視点で作品を見ることができる人は少なく、美術に関する教育や知識が乏しい人も多い。このため風紀への影響から裸体画の取り締まりは必要である」との旨の記事が載った。展示は、最終日の同月13日まで続行された。同月15日に刊行された『明星』第17号には、裸婦像の下半身を布で覆う処置が施された『裸体婦人像』とその両脇に西洋婦人の半身像を描いたパステル画が1点ずつ展示されている様子が掲載された。

### 事件後

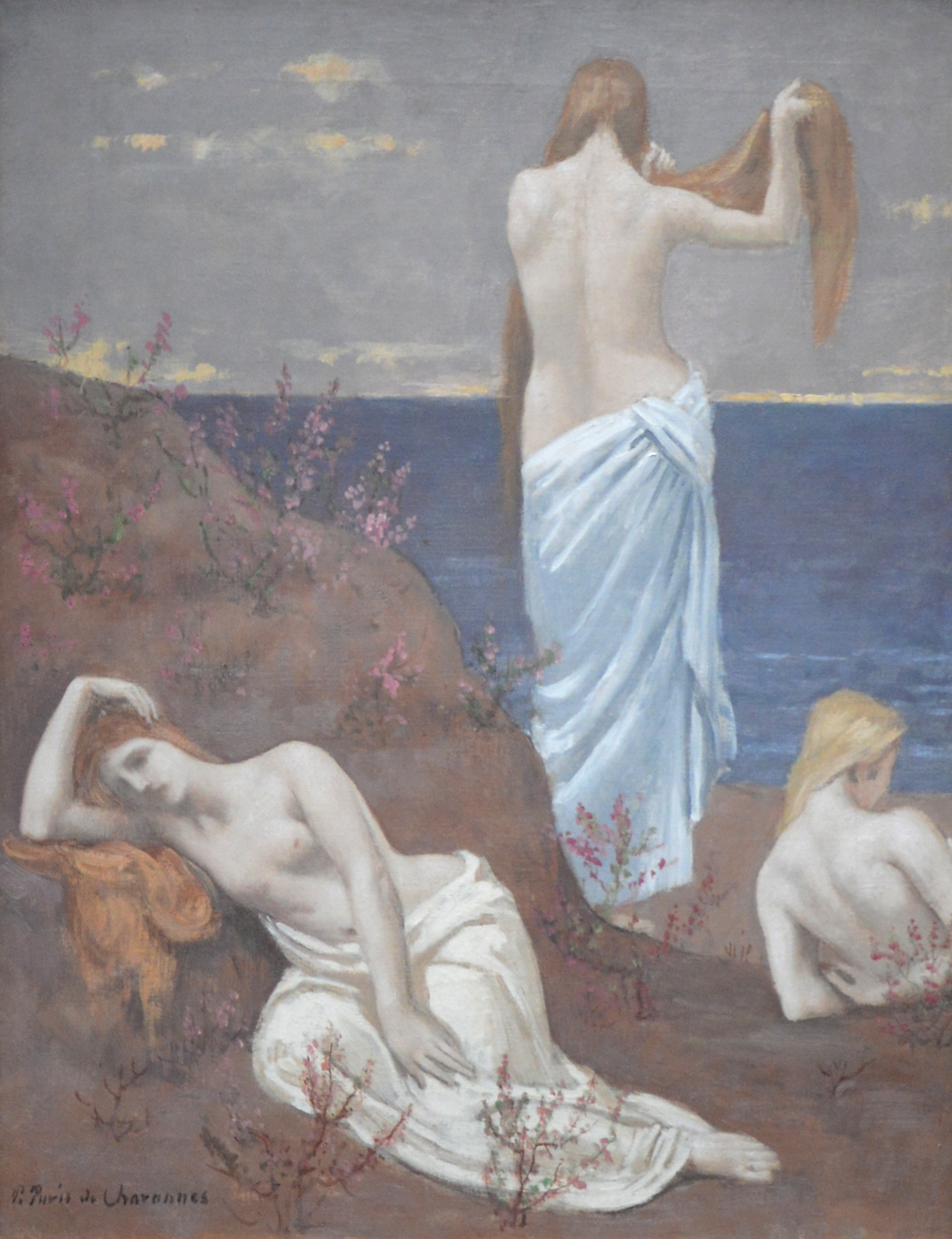
シャヴァンヌ『海辺の娘たち』、1879年、オルセー美術館所蔵

『裸体婦人像』が取り締まりを受けて以降の白馬会展時代から文展時代に至る中で、ある裸体画の定型ができあがっている。それは、下半身を布で覆った像を描いたもの、あるいは下半身を画面内に入れずに上半身のみを描いたものである。このような裸体画は、フランスの画家ピエール・ピュヴィス・ド・シャヴァンヌの『海辺の娘たち』（1879年、オルセー美術館所蔵）なども参考にしたとみられ、また萬鐵五郎『裸体美人』のような後の世代の裸体画にも影響を与えている。腰巻き事件の発生によって白馬会の画家らは日本では全裸像を描いて発表することがタブー視されることを理解し、警察の取り締まりをかわすために主に半裸像を発表するようになったと考えることができる。
腰巻き事件の2年後に当たる1903年（明治36年）に開催された白馬会第8回展において、警察の取り締まりによって裸体画の展示を行う特別室が初めて設けられた。第8回展で特別室での展示となったのは、黒田の『春』『秋』のほかに岡田三郎助の『花の香』や湯浅の『モデル午睡』などである。『春』『秋』が特別室展示となった理由は、洋画家の石井柏亭によるとへそから下の露出面積がやや大きかったためとされる。

### 議論
植野や蔵屋によると、黒田ら白馬会は当時の日本社会に西洋美術を根づかせることを責務と認識しており、とりわけ裸体美術は西洋美術を象徴するものと考えていたとされる。このことは、白馬会のスポークスマンを務めていた久米桂一郎が、ヨーロッパでは「美術とは殆ど裸体の人物を造る術」と述べていることからもよくわかる。
久米による裸体画論「裸体は美術の基礎」によると、裸体画を鑑賞する者が現実世界の欲望や、欲望が呼び起こす快感を断ち切ったときにのみ、裸体画は凡庸な人間には想像できない世界を見せてくれるとされ、こうした見方が明治時代中期における裸体画に関する特徴的な考え方であった。蔵屋 (2007) は、久米ら画家や明治時代中期の一般観衆が、普通日常の裸姿と見なすことができる上半身の露出よりも、陰部を含む下半身の露出のほうが情欲を促しやすいと考えていた可能性が高いとの見方を示している。
黒田は、当時の西洋美術での慣習にならって、『裸体婦人像』や『朝妝』『智・感・情』において、陰部を詳細に描写することを避けており、作品が製作された時点で、既に局部を隠蔽する工夫が行われていたと言うことができる。しかしながら、西洋美術での決まりごとが広く知られていない当時の日本社会では、こうした工夫を施していても下半身を露出させた像は情欲を促しやすいものと見なされたのである。
当時、上半身の裸像を非難する声がほとんどなかった。このことについて久米は「裸体画につきて」の中で、温暖な気候の日本には水遊びや肌脱ぎなどの習慣があり、日本人はヨーロッパ人と比較して性別に関わらず人前で裸になっても平然としている人が多いとした上で、裸体画を非難する人は陰部を描いたことを非難しているのであるとしている。